# La Pedraia
La Pedraia (La Piddraia in sassarese) è una frazione del comune di Sassari situata nel territorio della Nurra, nella Sardegna nord occidentale, ad una altitudine di 187 m s.l.m.
Contava 94 abitanti nel 1991  ed è situata in prossimità della strada provinciale n° 57 tra le frazioni di Biancareddu e Palmadula.
Dista circa 43 chilometri da Sassari.